# Straßlach-Dingharting
Straßlach-Dingharting là một đô thị thuộc huyện Munich bang Bayern nước Đức